# Pseudocroniades machaon
Genre
Espèce
Pseudocroniades machaon est une espèce néotropicale de lépidoptères de la famille des Hesperiidae, de la sous-famille des Pyrginae et de la tribu des Pyrrhopygini. 
Elle est l'unique représentante du genre monotypique Pseudocroniades.

## Dénomination
L'espèce Pseudocroniades machaon a été décrite par l'entomologiste britannique John Obadiah Westwood en 1852, sous le nom initial d'Ericides machaon. Le genre Pseudocroniades a quant à lui été décrit par Mielke en 1995.
L'espèce porte en anglais le nom vernaculaire de yellow-banded skipper.

## Liste des sous-espèces
- Pseudocroniades machaon machaon — présente au Brésil.
- Pseudocroniades machaon seabrai Mielke, 1995 — présente au Brésil[1].

## Description
L'imago de Pseudocroniades machaon est un papillon au corps trapu marron, au thorax rayé de jaune et à l'abdomen annelé de jaune. Les ailes sont de couleur marron largement rayées de jaune.

## Distribution
Pseudocroniades machaon est présente au Brésil.

## Protection
L'espèce n'a pas de statut de protection particulier.[réf. nécessaire]